# Acidi grassi a catena corta
Gli acidi grassi a catena corta o SCFA, dall'inglese short chain fatty acids, sono una classe di acidi grassi saturi con una catena alifatica composta da meno di 6 atomi di carbonio. I SCFA univocamente citati sono acido acetico, acido propionico, e acido butirrico, tuttavia esistono altri acidi grassi con meno di 6 atomi di carbonio che in genere non vengono menzionati.

## Digestione e assorbimento
Gli acidi grassi a corta catena, così come quelli a catena media (MCFA o MCT), vengono assorbiti come tali a livello intestinale e veicolati direttamente al fegato tramite la vena porta (sono infatti solubili in acqua), al contrario degli acidi grassi a catena lunga (LCFA), che sono inglobati nei chilomicroni ed accedono al circolo ematico tramite i capillari linfatici e l'arteria succlavia. Contrariamente agli altri acidi grassi superiori, gli SCFA non sono in grado di formare i gliceridi (mono, di e trigliceridi), composti da acidi grassi e glicerolo, o altre esterificazioni. Le fonti alimentari di acidi grassi a corta catena sono limitate; essi sono prodotti prevalentemente dalla fermentazione della fibra alimentare solubile (in particolare amido resistente, pectina, frutto-oligosaccaridi ) e di altri carboidrati non digeriti, ad opera dai batteri del colon. Tale fermentazione porta alla sintesi di acetato, butirrato, propionato, idrogeno (H) ed anidride carbonica (CO2); altri SCFA sono prodotti in quantità inferiori. Il butirrato, in particolare, assieme alla glutammina, rappresenta la maggiore fonte energetica per il colon, tanto che la sua carenza determina atrofia della mucosa. Si rivelano molto utili anche per il flusso ematico del colon, ed una loro carenza porta ad una sua parziale atrofia. Contribuiscono all'assorbimento del sodio (Na) e dell'acqua (H2O) a livello colico, hanno un'azione antinfiammatoria. Il propionato e l'acetato vengono facilmente assorbiti dalla mucosa colica ed entrano nel circolo sanguigno dove sono captati dal fegato (propionato) ed utilizzati come fonte energetica ausiliaria dai muscoli (acetato). Si stima che il contributo calorico di questi acidi grassi alla copertura del fabbisogno energetico sia pari al 10% circa.

## Dibattiti
I lipidi sarebbero per definizione insolubili in acqua e solubili in solventi organici. Tuttavia gli acidi grassi a corta catena rappresentano un'eccezione, in quanto essi sono solubili in acqua a causa della loro ridotta catena carboniosa. Più la catena carboniosa è lunga, più l'acido grasso diventa insolubile nel liquido, così come aumenta proporzionalmente il loro punto di fusione. Queste caratteristiche possono far insorgere qualche contraddizione e problema di classificazione: alcuni SCFA spesso non vengono nemmeno citati come acidi grassi, ma più genericamente acidi carbossilici. Altri non riconoscono alcune molecole come acidi grassi quando sono composti da meno di 4 atomi di carbonio. Alcune molecole come l'acido lattico, acido acetico e acido succinico sono anch'esse considerate da alcuni come SCFA.

## SCFA a catena lineare
| n° atomi di C: n° doppi legami | nome comune      | nome IUPAC       | formula chimica       | punto di fusione (°C) | fonti               |
| ------------------------------ | ---------------- | ---------------- | --------------------- | --------------------- | ------------------- |
| 2:0                            | acido acetico    | acido etanoico   | C2H4O2 CH3COOH        | 17                    | aceto               |
| 3:0                            | acido propionico | acido propanoico | C3H6O2 CH3CH2COOH     | -21                   | latte               |
| 4:0                            | acido butirrico  | acido butanoico  | C4H8O2 CH3(CH2)2COOH  | -8                    | burro rancido       |
| 5:0                            | acido valerico   | acido pentanoico | C5H10O2 CH3(CH2)3COOH | -35                   | radice di valeriana |